# 黃身鸚竺鯛
黃身竺鯛（學名：Ostorhinchus leslie），又稱黃身鸚天竺鯛，為輻鰭魚綱鈎頭魚目天竺鯛科鸚竺鯛屬下的一個種，分布於中太平洋萬那杜及美屬薩摩亞海域，深度可達12公尺，本魚體呈橢圓形，體稍側扁，頭大、眼大、口大且斜裂，頜齒細小，前鰓蓋骨邊緣有鋸齒，鰓蓋骨後緣棘不發達，體被弱櫛鱗，體色黃色，尾柄和尾鰭基部後方逐漸變為淡紅色，體前背有細藍色斑紋，頭部有5條藍線，背正中和兩側分叉，兩側經過穿過眼睛，尾鰭呈淺紅色，其餘鰭呈黃色，第二個背鰭基部上方有一條暗藍色線，背鰭2個，尾鰭截形，背鰭硬棘8枚、背鰭軟條9枚、臀鰭硬棘2枚、臀鰭軟條8枚，體長可達4.9公分，棲息在珊瑚礁區，夜間活動，屬肉食性，繁殖期時，雄魚具有口孵習性，卵約7日化成仔魚，由雄魚吐出，具短暫的仔魚飄浮期，生活習性不明。